# Craig Johnson
Craig Johnson, nacido el 1 de febrero de 1961 en Huntington (Estado de Virginia Occidental), es un escritor estadounidense autor de una quincena de novelas policiacas protagonizadas por el sheriff Walt Longmire.

## Biografía
Craig Johnson estudia literatura clásica y obtiene un doctorado en arte dramático.
Antes de ser escritor, ejerce diversos oficios : policía en Nueva York, profesor de universidad, vaquero, carpintero, pescador y chófer de camiones. También ha recolectado fresas. Todos esos oficios le han permitido financiar sus desplazamientos a través de los Estados Unidos, sobre todo en los Estados del Oeste. Acaba instalándose en Wyoming donde vive en la actualidad. Sus experiencias profesionales también le han servido de inspiración para sus novelas y para darle credibilidad a sus personajes.
Craig Johnson es autor de una serie de novelas policiacas cuyo héroe es el sheriff Walt Longmire. Las aventuras del sheriff se desarrollan en el condado ficticio de Absaroka, en Wyoming, cerca de una cadena montañosa. Por su escenario, las novelas se acercan al género western. En Una Muerte Solitaria. El Segundo Caso del Sheriff Walt Longmire, Craig Johnson pone en escena a personajes de la comunidad vasca de Wyoming.
Sus novelas sido adaptadas en televisión bajo el título de Longmire con el actor australiano Robert Taylor en el papel del sheriff Longmire.
Craig Johnson vive con su esposa Judy en su rancho cerca de Ucross (25 habitantes) cerca de los Montañas Bighorn, en Wyoming, donde cuida de sus caballos y sus dos perros. Su rancho es colindante a las reservas amerindias Crow y Cheyenne donde el escritor cuenta con varios amigos de los que se inspira para crear sus personajes de amerindios. También se inspira de los paisajes y de los diferentes lugares que rodean su rancho, descritos con mucha precisión en su obra.
Craig Johnson ha sido galardonado con varios premios, entre los cuales el Tony Hillerman Mystery Short Story Contest. Es miembro de la asociación Mystery Writers of America.
En España, su obra está publicada por Siruela.

### En español
- Fría venganza, 2012
- Una muerte solitaria, 2013
- Castigo para los buenos, 2014
- Los mocasines de otro hombre, 2015
- El caballo negro, 2016